# Guillaume Ragutel de Montfort
Guillaume Ragutel de Montfort (Dinan, 1370/1380 – Siena, 27 settembre 1432) è stato un cardinale e vescovo cattolico francese.

## Biografia
Nacque da Raoul Ragutel, signore di Montfort e Gaël, e da Isabella di Roche-Bernard, signora di Loudéac. Abbracciò da giovane la vita ecclesiastica e fu nominato protonotario apostolico. Divenne arcidiacono di Dinan e fu nominato vescovo di Saint-Malo il 13 ottobre 1423. L'anno successivo si mise alla testa delle truppe della Bretagna e marciò contro gli inglesi, che assediarono il Mont Saint-Michel e lo costrinsero a ritirarsi. Papa Martino V lo propose vescovo di Saint-Brieuc il 28 giugno 1424 e di Dol nel 1430, ma rifiutò entrambe le nomine.
Il 29 maggio 1424 si oppose a Giovanni V duca di Bretagna durante la costruzione della torre del castello di Saint-Malo, facendo valere i suoi diritti nella terra di cui il duca si era appropriato. Il 23 aprile 1431 papa Martino V lo incaricò di rompere il matrimonio di Luigi d'Angiò, marchese di Pont-à-Mousson e figlio del re di Sicilia Renato d'Angiò, con la principessa Isabella di Bretagna.
Fu creato cardinale in pectore da papa Martino V l'8 novembre 1431, ma morì l'anno seguente. Papa Eugenio IV, prima della sua morte lo pubblicò nel concistoro del 16 gennaio o del 4 luglio 1432 con il titolo presbiterale di Sant'Anastasia. Fu soprannominato "Cardinale di Bretagna".
Si recò a Roma in segreto per partecipare al Concilio di Basilea contro la volontà del papa. Morì improvvisamente sulla strada, forse avvelenato, il 27 settembre 1432. Fu sepolto nella chiesa francescana di Siena.

## Ascendenza
|                                       |                              |                                  | Genitori                        |  |  | Nonni |  |  | Bisnonni                    |  |  | Trisnonni               |  |
|                                       |                              |                                  |                                 |  |  |       |  |  | 8. Geoffroy III de Montfort |  |  | 16. Raoul V de Montfort |  |
|                                       |                              |                                  |                                 |  |  |       |  |  | 8. Geoffroy III de Montfort |  |  | 16. Raoul V de Montfort |  |
|                                       |                              | 17. Denise de Chemille           |                                 |  |  |       |  |  | 8. Geoffroy III de Montfort |  |  |                         |  |
| 4. Raoul VII de Monfort               |                              |                                  |                                 |  |  |       |  |  | 8. Geoffroy III de Montfort |  |  |                         |  |
|                                       |                              | 9. Mahaut de Rostrenen           | 18. Pierre V de Rostrenen       |  |  |       |  |  |                             |  |  |                         |  |
|                                       |                              | 9. Mahaut de Rostrenen           | 18. Pierre V de Rostrenen       |  |  |       |  |  |                             |  |  |                         |  |
|                                       |                              | 9. Mahaut de Rostrenen           | 19. Jeanne de Pont-L'Abbe       |  |  |       |  |  |                             |  |  |                         |  |
| 2. Raoul VIII de Montfort             |                              | 9. Mahaut de Rostrenen           |                                 |  |  |       |  |  |                             |  |  |                         |  |
|                                       |                              | 10. Geoffroy VI d'Ancenis        | 20. Geoffroy V d'Ancenis        |  |  |       |  |  |                             |  |  |                         |  |
|                                       |                              | 10. Geoffroy VI d'Ancenis        | 20. Geoffroy V d'Ancenis        |  |  |       |  |  |                             |  |  |                         |  |
|                                       |                              | 10. Geoffroy VI d'Ancenis        | 21. Denise de Doue              |  |  |       |  |  |                             |  |  |                         |  |
| 5. Aliénor d'Ancenis                  |                              | 10. Geoffroy VI d'Ancenis        |                                 |  |  |       |  |  |                             |  |  |                         |  |
|                                       |                              | 11. Jeanne de Pressigny          | 22. Renaud III de Pressigny     |  |  |       |  |  |                             |  |  |                         |  |
|                                       |                              | 11. Jeanne de Pressigny          | 22. Renaud III de Pressigny     |  |  |       |  |  |                             |  |  |                         |  |
|                                       |                              | 11. Jeanne de Pressigny          | 23. Marguerite de Craon         |  |  |       |  |  |                             |  |  |                         |  |
| 1. Guillaume Ragutel de Montfort      |                              | 11. Jeanne de Pressigny          |                                 |  |  |       |  |  |                             |  |  |                         |  |
|                                       | 12. Péan de La Roche-Bernard | 24. Eudon de La Roche-Bernard    |                                 |  |  |       |  |  |                             |  |  |                         |  |
|                                       | 12. Péan de La Roche-Bernard | 24. Eudon de La Roche-Bernard    |                                 |  |  |       |  |  |                             |  |  |                         |  |
|                                       | 12. Péan de La Roche-Bernard | 25. Hermine de Lohéac            |                                 |  |  |       |  |  |                             |  |  |                         |  |
| 6. Jean-Éon Eudon de La Roche-Bernard | 12. Péan de La Roche-Bernard |                                  |                                 |  |  |       |  |  |                             |  |  |                         |  |
|                                       |                              | 13. Isabeau de Montmorency-Laval | 26. Guy IX de Montmorency-Laval |  |  |       |  |  |                             |  |  |                         |  |
|                                       |                              | 13. Isabeau de Montmorency-Laval | 26. Guy IX de Montmorency-Laval |  |  |       |  |  |                             |  |  |                         |  |
|                                       |                              | 13. Isabeau de Montmorency-Laval | 27. Béatrix de Gâvre            |  |  |       |  |  |                             |  |  |                         |  |
| 3. Isabeau de La Roche-Bernard        |                              | 13. Isabeau de Montmorency-Laval |                                 |  |  |       |  |  |                             |  |  |                         |  |
|                                       |                              | 14. Amaury III de Craon          | 28. Maurice VI de CRAON         |  |  |       |  |  |                             |  |  |                         |  |
|                                       |                              | 14. Amaury III de Craon          | 28. Maurice VI de CRAON         |  |  |       |  |  |                             |  |  |                         |  |
|                                       |                              | 14. Amaury III de Craon          | 29. Mahaut Berthout de Malines  |  |  |       |  |  |                             |  |  |                         |  |
| 7. Béatrice de Craon                  |                              | 14. Amaury III de Craon          |                                 |  |  |       |  |  |                             |  |  |                         |  |
|                                       |                              | 15. Béatrice de Roucy-Pierrepont | 30. Jean IV de Roucy-Pierrepont |  |  |       |  |  |                             |  |  |                         |  |
|                                       |                              | 15. Béatrice de Roucy-Pierrepont | 30. Jean IV de Roucy-Pierrepont |  |  |       |  |  |                             |  |  |                         |  |
|                                       |                              | 15. Béatrice de Roucy-Pierrepont | 31. Jeanne de Dreux             |  |  |       |  |  |                             |  |  |                         |  |
|                                       |                              | 15. Béatrice de Roucy-Pierrepont |                                 |  |  |       |  |  |                             |  |  |                         |  |